# 第20回東京音楽祭
第20回東京音楽祭（20th Tokyo Music Festival）は、20回目の東京音楽祭である。1992年に日本武道館で開催され、グランプリにはこの年の紅白歌合戦にも出場することになったフィリピンのボーカルグループ、スモーキー・マウンテン。曲は「パライソ」。1991年は開催が中止された。
- 第19回東京音楽祭-第20回東京音楽祭

## 概要
20年の歴史に幕を閉じることになった第20回大会は、アジアのシンガーに的を絞って開催された。各参加国のテレビ局から招かれた来賓が曲を紹介する形で進行。和太鼓集団によるパフォーマンスでのオープニングで、各出場者が現地語で挨拶。エンディングは谷村新司作の「花」が流れ参加者が集まる中、三雲アナの「来年も開催できたら」というアナウンスで締めくくられた。

## 司会者
- 筑紫哲也
- 三雲孝江

## 審査員
- 亜蘭知子
- 鷺巣詩郎
- 内野二郎（プロデューサー）
- 小倉エージ（音楽評論家）
- ギルバート・オサリバン
- 谷村新司
- ディック・リー
- オフラ・ハザ（第18回東京音楽祭世界大会グランプリ受賞者）
- 堀内孝雄
- 服部克久（審査委員長）

## スペシャルゲスト
- 少年隊

## プレゼンター
- ギルバート・オサリバン（金賞ゴールドプライズプレゼンター）
- ディック・リー（金賞ゴールドプライズプレゼンター）
- 谷村新司（金賞ゴールドプライズプレゼンター）
- 堀内孝雄（金賞ゴールドプライズプレゼンター）
- オフラ・ハザ（グランプリプレゼンター）
- 服部克久（グランプリプレゼンター）

## 賞
- 金賞（ゴールドプライズ）　賞金200万円、トロフィー
- 大賞（グランプリ）　賞金400万円、トロフィー

## エントリー
参加11曲
| 曲順 | エントリー歌手                                                  | 参加楽曲                           | 賞         | 国           |
| ---- | --------------------------------------------------------------- | ---------------------------------- | ---------- | ------------ |
| 1    | リー・リンユー/李玲玉 Li Ling-Yu                                |                                    |            | 中国         |
| 2    | サリー・イップ/葉蒨文 Sally Yeh                                 |                                    |            | 香港         |
| 3    | プリティ・サガル Preeti Sagar                                   | Jaane Jaan Na Bichhdenge           |            | インド       |
| 4    | ルース・サハナヤ＆トリオ・リベルス Ruth Sahanaya & Trio Libel's | I'm yours forever (harus kumiliki) |            | インドネシア |
| 5    | バブルガム・ブラザーズ                                          |                                    | 金賞       | 日本         |
| 6    | スージー・カン/강수지 Susie Kang                                | Bloken days 흩어진나날들           |            | 韓国         |
| 7    | ザイナル・アビディン Zainal Abidin                              |                                    | 金賞       | マレーシア   |
| 8    | スモーキー・マウンテン Smokey Mountain                          | 「パライソ」                       | グランプリ | フィリピン   |
| 9    | カルチャー・ヴァルチャー Culture Vulture                        |                                    |            | シンガポール |
| 10   | チャオ・チュアン/趙傳 Chao Chuan                                |                                    |            | 台湾         |
| 11   | ヌンタナ Nuntana                                                |                                    |            | タイ         |

## エピソード
- インドネシアから参加のルース・サハナヤ＆トリオ・リベルスの参加曲は、当時アイドル歌手のルース・サハナヤの持ち歌ヒット曲であり、人気男性アイドルトリオのリベルスとの東京音楽祭ためだけに特別編成されたユニットとして、全て英語で披露された。
- グランプリのスモーキー・マウンテンは、この年紅白歌合戦に「Tayo Na (Come On) 」で出演。アジアの放送連盟が持ち回りで開催する国際歌謡祭・ABUソングコンテストでも受賞している。また日本各地の音楽祭、TV出演など活躍した。